# 17084 Sundararajan
17084 Sundararajan este o planetă minoră (asteroid), cu un diametru de 6,161 km, din centura de asteroizi. A fost descoperită pe 10 mai 1999 la Experimental Test Site⁠(d) de Lincoln Near-Earth Asteroid Research. 
Obiectul prezintă o orbită caracterizată de o semiaxă mare de 2,9842327 UAi, o excentricitate de 0,09, o înclinație de 10,43981 ° în raport cu ecliptica.